# Chain of Rocks (Missouri)
Chain of Rocks est un village du comté de Lincoln, dans le Missouri, aux États-Unis,. Situé au sud-est du comté, la population est estimée, en 2016, à 97 habitants.

## Démographie
Lors du recensement de 2010, le village comptait une population de 93 habitants. Elle est également estimée, en 2016, à 97 habitants.

## Source de la traduction
- (en) Cet article est partiellement ou en totalité issu de l’article de Wikipédia en anglais intitulé « Chain of Rocks, Missouri » (voir la liste des auteurs).